# Giuseppe Andrews
Giuseppe Andrews, nome d'arte di Joey Andrews (Key Largo, 25 aprile 1979), è un attore, regista e cantautore statunitense.

## Biografia
Nato con il nome di Joey si fece chiamare Giuseppe per onorare il compositore italiano Giuseppe Verdi. Trasferitosi a Los Angeles ha lavorato nel mondo della televisione e del cinema, venendo coinvolto nella scrittura, nella regia, nella colonna sonora, nel montaggio, nelle riprese e nella produzione di numerosi film d'avanguardia e ha diretto diversi film sperimentali indipendenti, terminando la propria carriera nel 2015.
Andrews è nato Joey Murcia Jr. a Key Largo, in Florida. Il suo stile cinematografico a metà tra il cinema verità e l'exploitation è stato paragonato a quello di John Waters e Harmony Korine. È cresciuto nei parcheggi per roulotte , che hanno un posto di rilievo, insieme ai loro abitanti, in molti dei suoi film. Ha anche trascorso parte della sua vita in un furgone con suo padre prima che entrambi fossero scritturati in uno spot pubblicitario, il che ha portato a più lavori di recitazione per Andrews.
Il regista Adam Rifkin ha detto di Andrews: " Giuseppe Andrews è il regista più ferocemente originale che lavora oggi nel cinema. Non importa quali nuove cose provi, tutto è sempre firmato Giuseppe Andrews. È un vero autore ". Rifkin ha anche diretto un documentario su Andrews, intitolato  Giuseppe Makes a Movie.
Conosciuto per il ruolo del vice-sceriffo nel film horror Cabin Fever di Eli Roth, Andrews ha ripreso tale ruolo nel sequel Cabin Fever 2: Spring Fever.
È apparso anche nella nona stagione di CSI: Crime Scene Investigation, nell'episodio intitolato Let It Bleed.
A partire dal 2015, Giuseppe Andrews ha smesso di lavorare nel mondo del cinema e della musica, ritirandosi a vita privata e facendo perdere completamente le proprie tracce.

## Filmografia parziale

### Cinema
- Eroi di tutti i giorni (Unstrung Heroes), regia di Diane Keaton (1995)
- Independence Day, regia di Roland Emmerich (1996)
- Pleasantville, regia di Gary Ross (1998)
- American History X, regia di Tony Kaye (1998)
- Un amore speciale (The Other Sister), regia di Garry Marshall (1999)
- Detroit Rock City, regia di Adam Rifkin (1999)
- Local Boys, regia di Ron Moler (2002)
- Cabin Fever, regia di Eli Roth (2002)
- Cabin Fever 2 - Il contagio (Cabin Fever 2: Spring Fever), regia di Ti West (2009)

### Televisione
- CSI - Scena del crimine (CSI: Crime Scene Investigation) - serie TV, episodio 9x04 (2008)

## Doppiatori italiani
Nelle versioni in italiano delle opere in cui ha recitato, Giuseppe Andrews è stato doppiato da:
- Alessio De Filippis in Detroit Rock City
- Riccardo Rossi in Cabin Fever
- Gianfranco Miranda in CSI - Scena del crimine